# Orchestres en fête
Orchestres en fête ! est une manifestation nationale de dix jours, créée en 2008 par l’Association française des orchestres pour permettre de mettre en valeur l’offre de concerts et d’actions de médiation des orchestres dans toute la France. Pendant ces dix jours, plus de 30 orchestres organisent près de 250 événements dans toute la France, accueillant une moyenne de 100 000 spectateurs.

## Buts
Depuis la création, les orchestres membres de l’Association française des orchestres partagent tous le même objectif : offrir la plus large diffusion qui soit à la musique qu’ils interprètent. Par le biais d’Orchestres en fête, ils tentent de renouveler la vision de l’orchestre et de la musique classique afin de susciter l’intérêt du grand public et des nouvelles générations, par la transmission d’un patrimoine riche de sens. Mais la musique contemporaine est aussi largement représentée. Les programmes sont mis en œuvre avec la participation active des orchestres et des artistes (musiciens, chefs et solistes invités) ; ils mêlent concerts symphoniques, musique de chambre, récitals et lyrique et action où les orchestres vont à la rencontre avec le public.
Les musiciens et les chefs mènent une multitude d’actions pour faire découvrir l’orchestre sous un autre jour. Pour ces raisons, la programmation d’Orchestres en fête ! est organisée selon deux rubriques :
- « L'orchestre des concerts » : des artistes offrent des œuvres du patrimoine ou des créations ;
- « L'orchestre déconcertant » : des rencontres avec les artistes, des concerts ou des expériences participatives insolites[4].

## Programmation
Orchestres en fête ! regroupe des événements allant de la symphonie jouée par un orchestre d’une centaine de musiciens, à la musique de chambre interprétée par quelques artistes, avec ou sans chœur, de la musique classique au répertoire contemporain, de la salle de concerts aux lieux inattendus,. Ces manifestations se déclinent en plusieurs formes, notamment :
- Propos d’avant concert : pour une écoute avertie, le public est invité à assister avant le concert à une présentation du programme par le chef, un musicien ou un mélomane qui décode le choix des œuvres. Pour chacune d'entre elles, l'hôte dévoile les secrets de la composition en présentant le compositeur, en décomposant la structure des œuvres et en les restituant dans leur contexte historique.
- Visites / Portes ouvertes : c'est l'occasion d'entrer dans la salle où se produit la formation et de découvrir ainsi l’orchestre « côté coulisses » en visitant l'arrière-scène, les salles de répétition…
- Rencontres avec les artistes : la rencontre avec les artistes qui « font » l'orchestre permet aux enfants comme aux adultes, de mieux comprendre le travail d'interprétation, en désacralisant la figure du musicien classique au profit d'un contact plus complice et naturel.
- Répétition générale ouverte : c’est l'occasion de découvrir la face cachée de l'iceberg : le travail de l'orchestre seul dans son « laboratoire ». La répétition générale est la dernière répétition avant la première représentation publique. Le programme est prêt, le chef enchaîne l'interprétation des œuvres et fait d'ultimes « réglages » par quelques remarques.
- Concerts jeune public : spécialement pensés pour donner le goût du concert classique aux plus jeunes, ils ne durent pas plus de 45 min et permettent une présentation diversifiée d'œuvres représentatives de l'écriture orchestrale, du classique au contemporain. Le chef d'orchestre en personne ou un animateur, commente les œuvres et guide l'écoute du public en herbe[7].
- Ateliers de création musicale : les musiciens comme les compositeurs se prêtent à l'échange lors de ces ateliers où chacun peut participer en jouant ou en chantant.
- Concerts participatifs : ces concerts offrent l'occasion de jouer avec l'orchestre. La liste des œuvres est communiquée quelques semaines à l'avance pour permettre aux amateurs, confirmés ou débutants, de travailler leur partition et de la jouer avec l'orchestre « pro », sur la scène avec eux et dans la salle de concert[8],[9].

## Le parrainage d’Orchestres en fête
Chaque année une personnalité populaire et n’appartenant pas directement au milieu de l’orchestre parraine la manifestation (qui n'a pas eu lieu en 2014).
- Michel Blanc était le parrain de l’édition 2009[11].
- Smaïn était le parrain de l’édition 2010[12].
- Julie Gayet était la marraine de l'édition 2011[13],[14].
- Abd Al Malik était le parrain de l'édition 2012[15].
- Ibrahim Maalouf était le parrain de l'édition 2013[6],[16].
- Agnès b. était la marraine de l'édition 2015[17].
- Enki Bilal était le parrain de l'édition 2016[18],[19].
- Sandra Nkaké est la marraine de l'édition 2018[20],[21].

## Orchestres en fête! et la solidarité
Deux exemples :
- Musique à l’hôpital, en maison de retraite, dans les centres psychiatriques
Des musiciens professionnels interviennent dans les services de soin au chevet des malades, des enfants aux personnes âgées. Leurs interventions prennent la forme d’ateliers ou de concerts déambulatoires. Avec la musique, c'est la vie qui entre à l'hôpital et des moments de bonheur pour les malades, leur famille et les soignants (notamment Orchestre de Picardie, Orchestre national de France)[22].
- Musique en Prison
Pendant Orchestres en fête !, les musiciens de certains orchestres jouent dans des centres de détention (notamment Les Musiciens du Louvre Grenoble, l'Orchestre de chambre de Paris[23], et l'Orchestre symphonique de Mulhouse).

## Manifestations

### Exemples de manifestations en 2008
- Concert participatif en Bretagne : quelques semaines avant le concert, les partitions sont mises à la disposition des musiciens amateurs de tous les âges. Le soir du concert, ceux qui le souhaitent peuvent venir jouer avec l'orchestre. Certains sont installés sur le plateau avec les musiciens, d’autres jouent au milieu du public, que ce soit avec leur instrument s’ils sont musiciens, ou simplement en chantant ou tapant des mains.
- L’Orchestre National de Bordeaux-Aquitaine chez Ikea : les musiciens de l'Orchestre National de Bordeaux-Aquitaine, sous la direction de leur chef Kwamé Ryan ont joué dans un lieu qui n’a rien d’une salle de concert ordinaire : un magasin Ikea. En effet, l’orchestre souhaite faire entendre la musique classique au plus grand nombre tout comme l'entreprise veut rendre accessible à tous le design.
- Journées portes ouvertes à Lyon : les portes de l’Orchestre national de Lyon s’ouvrent le temps d’une journée pour faire découvrir l’univers de l’orchestre.  Visites guidées, concerts, projections et démonstrations rythment ce temps d’échange et de découverte.
- Dégustation de gaufres et découverte de la création musicale à Lille : Bruno Mantovani, compositeur en résidence à l’Orchestre national de Lille a invité le public présent à une conférence gastronomique autour du thème de la « Découverte de la création musicale », en improvisant au piano à partir de dégustation des célèbres gaufres de Méert et des impressions du public sur scène.

### Exemples de manifestations en 2009
- L’Opéra de Rouen dans un lieu insolite : l’atelier du métro : un voyage musical dans l’atelier du métro de Rouen : les employés et usagers du métro de Rouen se sont vu offrir un trajet en métro jusqu’au dépôt qu’ils ont découvert transformé en salle de concert. Ils ont pu y entendre plusieurs vrais concerts symphoniques par l’orchestre de l’Opéra de Rouen Haute-Normandie.
- Concert des aînés : les orchestres développent particulièrement leur relation avec les personnes âgées, par le biais de concerts en maison de retraite, d’ateliers, etc. L’orchestre symphonique de Mulhouse a par exemple organisé un concert pour les personnes de plus de 65 ans. Ce moment privilégié d’écoute a été suivi d’un échange avec les musiciens afin de favoriser le dialogue et la découverte.
- L’Orchestre national de France et Musique et Santé à l’hôpital Robert Debré : associer l’expérience de l’association Musique et Santé et la volonté des musiciens de l’Orchestre a permis de faire résonner la contrebasse ou le violoncelle au sein d’un service de néonatologie, pour les enfants et leurs parents ainsi que pour le personnel soignant[24].

### Exemples de manifestations en 2010
- Orchestre de Paris - Max et les maxi-monstres, concert pour les maternelles : Paris, Mairie du Xe. Texte et illustrations, Maurice Sendak, Musiques de Mozart, Stravinsky, Bartók, etc. La série des concerts maternelles est lancée pendant Orchestres en fête !  Ces concerts font l’objet d’un long travail de préparation dans les classes entre octobre et novembre. Ces préparations sont faites par le Conseiller pédagogique d'éducation musicale (CPEM) du Xe arrondissement, l’objectif étant d’apprendre aux enfants chansons, comptines et gestes : le jour du concert, ils font partie intégrante du « spectacle ».
- Orchestre de l’Opéra de Rouen Haute-Normandie - L'orchestre hors les murs, Projection et concert symphonique dans une imprimerie : Imprimerie Paris Normandie – Déville-lès-Rouen. Une expérience unique pour les spectateurs mêlant visite de la salle des rotatives, concert symphonique de l’Orchestre de l’Opéra de Rouen Haute-Normandie et projections d’un film d’archives expliquant la fabrication du journal au siècle dernier.
- Orchestre des Pays de Savoie - Chœur de foule : Annecy, Église Sainte Bernadette, La légende de saint Nicolas. Programme : Wolfgang Amadeus Mozart, Vêpres pour un confesseur K339 ; Benjamin Britten, Cantate Saint Nicolas, op. 42. Pour tout spectateur qui le souhaite, participation au concert. À l’entrée de l’église, la partition des deux passages du chœur de foule est distribuée avec le programme de salle à tous les spectateurs. Au début du concert, le chef fait répéter le public.
- Orchestre National des Pays de la Loire - Concert au chocolat : Château-Gontier. Serge Prokofiev, Pierre et le Loup. Allier les plaisirs du goût et de l’écoute, en mêlant petits et grands dans la même double dégustation de chocolat et de musique. Ce concert sous la direction de Rémy Ballot et avec Smaïn (récitant), est associé à l’éveil des sens avec dégustation de chocolat autour de ces concerts.

### Exemples de manifestations en 2011
- Orchestre Français des Jeunes - Flash mob : premier flash mob de la musique orchestrale en France, organisé par Orchestre en Fête ! une centaine de musiciens ont joué la Farandole, extraite des Suites de l’Arlésienne, de Georges Bizet. En partenariat avec SNCF Gares & Connexions[25].
- Orchestre philharmonique de Strasbourg - Musique au campus : place de l’Université Strasbourg, Aula du Palais Universitaire. Wolfgang Amadeus Mozart, Concerto no 20 pour piano et orchestre en ré mineur K 466 ; Antonín Dvořák, Symphonie no 9 en mi mineur « Du Nouveau Monde » op. 95.

### Exemples de manifestations en 2012
- Orchestre philharmonique Royal de Liège - Le dessous des quartes : le chef et l’orchestre mettent la Symphonie no 7 de Dvořák à nu, en explorant l’œuvre pendant une heure et demie : choix des rythmes, des mélodies, des mélanges instrumentaux, comme dans l’atelier du compositeur[26].
- Orchestre Victor Hugo Franche-Comté - Orchestre d'un jour : en un jour, le public monte un orchestre, compose une partition et la joue en concert. Chaque minute compte pour le compositeur belge Baudoin de Jaer, qui stimulera la créativité de l’audience pour composer une partition[27].
- Orchestre Dijon Bourgogne - Journées Orchestres en fête ! : l’orchestre laisse le public choisir la programmation sur le site web et l’invite à l’écouter lors des trois mini-concerts. Des ateliers-découverte sont aussi prévus tout au long de la journée[28].
- Orchestre de Chambre de Paris - Concert anniversaire des 5 ans d'Orchestres en fête ! : l’Orchestre de chambre de Paris accueille en son sein les musiciens d’orchestre de demain, issus du Conservatoire à rayonnement régional de Paris et du Pôle supérieur Paris- Boulogne-Billancourt. Au-delà de l’initiative de formation professionnelle, dans le cadre d’Orchestres en fête !, ce concert conjugue le plaisir d’un partage intergénérationnel de la musique autour d’une œuvre phare du répertoire français[style à revoir], la Symphonie de Bizet, et d’une création de Thierry Escaich écrite pour le clarinettiste Paul Meyer[29]. Pour clore le concert, Abd Al Malik, parrain d’Orchestres en fête !, a conquis la salle entière en montant sur scène pour un slam, qui s’est accordé au 2e mouvement de la symphonie en ut de Bizet[15].

### Exemples de manifestations en 2013
La sixième  édition d’Orchestres en fête ! a permis au public d'assister à une répétition (Lakmé à l'opéra de Metz ; Requiem de Verdi à Compiège et a de nombreux concerts et actions solidaires, :
- Orchestre de l’Opéra de Rouen Haute-Normandie : « Quiz Musical ». Les enfants reçoivent chacun un programme qui est en réalité un questionnaire (questionnaire à choix multiples) ainsi qu’un crayon pour cocher la réponse qu’ils pensent être la bonne. Chaque question, correspondant à un extrait musical joué par l'orchestre, est énoncée et présentée par l’animateur. À la fin du concert, les enfants peuvent « voter » (à main levée) pour l’extrait qu’ils préfèrent. Le mouvement correspondant à l’extrait est joué entièrement par l’orchestre.
- Orchestre du conservatoire de Paris  « Projection-concert ». Concert de la classe de composition de musique à l’image.
- Orchestre de chambre de Paris. En collaboration avec les établissements pénitentiaires de Réau, l’Orchestre de chambre de Paris propose, en formation de musique de chambre, un concert-rencontre pour les détenus et le personnel encadrant[23].
- Opéra Toulon Provence Méditerranée : les musiciens de l’Orchestre de l’Opéra de Toulon jouent Les Quatre Saisons de Vivaldi dans les trains Marseille-Lyon, en partenariat avec la Direction Voyage de la SNCF[33].

### Exemples de manifestations en 2015
Pour la septième édition, se sont succédé concerts et actions :
- L’orchestre dans les bars : les orchestres proposent de nombreux concerts dans tous les bars du pays pour l’ouverture d’Orchestres en fête ! Le 20 mars / En partenariat avec le collectif Culture Bar-Bars.
- L’Orchestre dans les gares : des flashmobs, des concerts participatifs, des moments de musique inattendus… Les orchestres font découvrir la gare autrement et vice versa. En partenariat avec Gares & Connexions SNCF ;
- Des concerts étonnants : le Conservatoire national supérieur de musique et de danse de Lyon : White Page / Black Page - création pour grand orchestre d’improvisateurs. Federico García Lorca, Ouverture in mémoriam Scelsi. Concerto pour orchestre. Vier letzte Lieder, avec chanteurs solistes. Frank Zappa, Black Page. Jean-Marc Foltz et Henri-Charles Caget, direction artistique. Jacques Di Donato, Nicolas Nageotte, invités[35] ;
- Opéra national de Lorraine et l’Orchestre symphonique et lyrique de Nancy, proposent un concert famille (L'Histoire de Babar), un concert symphonique et un concert apéritif. Les auditeurs peuvent assister à la générale de Tristan et Isolde de Richard Wagner[36] ;
- La clôture à la Philharmonie de Paris : les orchestres français s’invitent à la Philharmonie de Paris et l’envahissent le temps d’un week-end pour la clôture de la manifestation. 12 orchestres, 13 concerts successifs, des ateliers, des rencontres avec les artistes, des animations...(en partenariat avec la Philharmonie de Paris).

### Exemples de manifestations en 2016
La huitième édition d’Orchestres en fête ! a notamment vu la thématique autour de Beethoven envahir la scène, mais également Geek bagatelles de Bernard Cavanna, pour orchestre et chœur de… smartphones,,, en hommage à la symphonie no 9.
- L’Orchestre Victor Hugo Franche-Comté : « Batailles ». Un programme original autour des batailles et de Beethoven avec orchestre de percussions à l'honneur[40]. Le concert a redécouvert la Bataille de Jemappes (1792) de François Devienne, célèbre pendant la Révolution et depuis « joyau méconnu »[41], La Bataille des Huns de Liszt et L’Ouverture 1812 de Tchaïkovski.
- Philharmonie de Paris : « Le mythe Beethoven »[42],[19].

### Exemples de manifestations en 2017
Pendant la neuvième édition d'Orchestres en fête !, sont proposés dans toute la France, une multitude de concerts. Dans la seule partie « l’orchestre dans toute sa splendeur », seize orchestres sont concernés représentant vingt concerts. Des actions hors des salles ont été menées également. Parmi les manifestations figurent :
- Philharmonie de Paris : « l’Orgue à l’honneur ». La thématique a réuni quatre orchestres pour cinq concerts, avec des programmes de Haendel à Messiaen[45],[46],[47].
- L'Orchestre Victor Hugo et l'Orchestre Dijon Bourgogne : les musiciens investissent les gares de Belfort, Montbéliard, Dijon et Besançon et jouent pour les passagers[48].

## Orchestres adhérents et associés
Les formations membres de l’AFO représentent 43 orchestres et ensembles, dont 33 orchestres permanents, 9 formations associées et les orchestres philharmoniques du Luxembourg, Liège, Barcelone et Monte-Carlo, plus de 3 600 salariés dont 3 000 musiciens. La saison passée, les orchestres ont rassemblé 2,5 millions de spectateurs.

### Orchestres adhérents
Les orchestres adhérents et organisateurs de manifestations de l'Orchestre en fête, parmi les 43, sont au nombre de six en région parisienne : Ensemble intercontemporain / 
Orchestre de chambre de Paris / 
Orchestre de Paris, / 
Orchestre national de France / 
Orchestre national d'Île-de-France / 
Orchestre philharmonique de Radio France ;
Deux orchestres sont situés dans la région Nord : 
Orchestre de Picardie / 
Orchestre national de Lille ;
Sept orchestres dans le quart Est, dont un en Belgique et un au Luxembourg : 
Orchestre national de Lorraine / 
Orchestre philharmonique royal de Liège (Belgique) / 
Orchestre philharmonique de Strasbourg,,, / 
Orchestre philharmonique du Luxembourg / 
Orchestre symphonique de Mulhouse / 
Orchestre symphonique et lyrique de Nancy ; 
Quatre orchestres sont dans l'Ouest du pays : 
Orchestre régional de Normandie / 
Orchestre symphonique de Bretagne / 
Orchestre de l'Opéra de Rouen / Haute-Normandie / 
Orchestre national des Pays de la Loire / 
Orchestre de l'Opéra de Tours ; 
Enfin, une quinzaine d'orchestres sont situés dans le Sud de la France et un orchestre en Catalogne, un en Suisse :
Les Musiciens du Louvre - Grenoble /
Orchestre de l'Opéra national de Lyon,, / 
Orchestre des Pays de Savoie / 
Orchestre d'Auvergne / 
Orchestre Dijon Bourgogne /
Orchestre régional Avignon-Provence /  
Orchestre national de Lyon / 
Orchestre national de Montpellier Languedoc-Roussillon / 
Orchestre philharmonique de Monte-Carlo / 
Orchestre philharmonique de Nice / 
Orchestre régional de Cannes-Provence-Alpes-Côte d'Azur / 
Orchestre de chambre de Toulouse / 
Orchestre national Bordeaux Aquitaine / 
Orchestre national du Capitole de Toulouse /
Orchestre symphonique de Barcelone et national de Catalogne / Orchestre philharmonique de Marseille / L'Orchestre de chambre de Genève.

### Orchestres associés
Orchestre des Lauréats des Conservatoire national supérieur de musique et de danse de Paris et Conservatoire national supérieur de musique et de danse de Lyon / 
Orchestre français des jeunes / 
Orchestre Victor-Hugo Franche-Comté, / 
Orchestre des Jeunes de la Méditerranée et de Provence-Alpes-Côte d'Azur /
Orchestre symphonique de Saint-Étienne / 
Orchestre de Pau-Pays de Béarn / 
Orchestre de Chambre Nouvelle-Aquitaine / 
Orchestre symphonique Centre-Val de Loire-Tours / 
Orchestre symphonique régional Limoges-Limousin.

## Le palmarès des orchestres
Le 17 novembre 2011, Christian Merlin publie dans Le Figaro à l'occasion de la manifestation un article qu'il titre « Le palmarès des orchestres » et dans lequel il classe les « 25 phalanges qui rythment la vie musicale française » sous les rubriques « Le trio de l'excellence, Les bons élèves, Peuvent mieux faire, Ils déçoivent encore ». 
Ce titre accrocheur est, pour le journaliste, le prétexte pour décrire, avec sa connaissance fine du milieu musical et des musiciens, les ingrédients qui soudent cette « étrange communauté humaine », « formidable outil musical, mais aussi extraordinaire ciment social, qui a sa place dans la cité. »
Il rappelle au fil de l'article l'historique de la mise en place des orchestres en régions lors de la réforme Landowski et les difficultés de ces phalanges de musiciens salariés soumises aux restrictions budgétaires et aux aléas des changements politiques. Il évoque également la pratique de l'intermittence et la particularité des « trois vénérables associations parisiennes », l'orchestre Pasdeloup, l'orchestre Colonne et l'orchestre Lamoureux et celle des ensembles musicaux sur instruments d'époque, les Musiciens du Louvre de Marc Minkowski, la Chambre philharmonique d'Emmanuel Krivine, l'Orchestre des Champs-Élysées de Philippe Herreweghe, le Cercle de l'harmonie de Jérémie Rhorer ou encore les Siècles de François-Xavier Roth.

## L’Association française des orchestres
L’Association française des orchestres (AFO) est l’organisation professionnelle du monde orchestral. Elle offre un espace de réflexion et d’action au service de ses membres et du développement de la place de la musique orchestrale en France.
Porte-parole de la profession, l’Association française des orchestres est à l’initiative d’Orchestres en fête !, manifestation annuelle à destination du grand public créée en 2008.